# Televíziós BAFTA-díj a legjobb férfi mellékszereplőnek
A legjobb férfi főszereplőnek járó Televíziós BAFTA-díjat a British Academy of Film and Television Arts (BAFTA) szervezet adja át 2010 óta.

## Rekordok
| Statisztika               | Név / Cím                        | Szám |
| ------------------------- | -------------------------------- | ---- |
| Legtöbb díj (színész)     | Matthew Macfadyen                | 3    |
| Legtöbb jelölés (színész) | Stephen Graham Matthew Macfadyen | 3    |
| Legtöbb díj (műsor)       | Sherlock Utódlás                 | 2    |
| Legtöbb jelölés (műsor)   | A Korona                         | 6    |

## Győztesek és jelöltek
Győztes színész

### 2010-es évek
| Év                   | Színész                     | Színész                      | Magyar cím              | Eredeti cím            | Szerep  | Adó    | Ref. |
| -------------------- | --------------------------- | ---------------------------- | ----------------------- | ---------------------- | ------- | ------ | ---- |
| 2010 56. gála        |                             |                              |                         |                        |         |        |      |
|                      | Matthew Macfadyen           |                              | Criminal Justice        | Joe Miller             | BBC One | [ 1 ]  |      |
| Benedict Cumberbatch |                             | Small Island                 | Bernard Bligh           | BBC One                |         | [ 1 ]  |      |
| Tom Hollander        |                             | Gracie!                      | Monty Banks             | BBC Four               |         | [ 1 ]  |      |
| Gary Lewis           |                             | Mo                           | Adam Ingram             | Channel 4              |         | [ 1 ]  |      |
| 2011 57. gála        |                             |                              |                         |                        |         | [ 1 ]  |      |
|                      | Martin Freeman              | Sherlock                     | Sherlock                | Dr. John Watson        | BBC One | [ 2 ]  |      |
| Brendan Coyle        | Downton Abbey               | Downton Abbey                | John Bates              | ITV                    |         | [ 2 ]  |      |
| Johnny Harris        | Ez itt Anglia ’86           | This is England ’86          | Michael "Mick" Jenkins  | Channel 4              |         | [ 2 ]  |      |
| Robert Sheehan       | Kívülállók                  | Misfits                      | Nathan Young            | E4                     |         | [ 2 ]  |      |
| 2012 58. gála        |                             |                              |                         |                        |         | [ 2 ]  |      |
|                      | Andrew Scott                | Sherlock                     | Sherlock                | Jim Moriarty           | BBC One | [ 3 ]  |      |
| Martin Freeman       | Sherlock                    | Sherlock                     | Dr. John Watson         | BBC One                |         | [ 3 ]  |      |
| Joseph Mawle         | Madárdal                    | Birdsong                     | Jack Firebrace          | BBC One                |         | [ 3 ]  |      |
| Stephen Rea          | Homályos határ              | The Shadow Line              | Gatehouse               | BBC Two                |         | [ 3 ]  |      |
| 2013 59. gála        |                             |                              |                         |                        |         | [ 3 ]  |      |
|                      | Simon Russell Beale         | Hollow Crown – Koronák harca | The Hollow Crown        | Falstaff               | BBC Two | [ 4 ]  |      |
| Peter Capaldi        |                             | The Hour                     | Randall Brown           | BBC Two                |         | [ 4 ]  |      |
| Stephen Graham       |                             | Accused                      | Tony                    | BBC One                |         | [ 4 ]  |      |
| Harry Lloyd          |                             | The Fear                     | Matty Beckett           | Channel 4              |         | [ 4 ]  |      |
| 2014 60. gála        |                             |                              |                         |                        |         | [ 4 ]  |      |
|                      | David Bradley               | Broadchurch                  | Broadchurch             | Jack Marshall          | ITV     | [ 5 ]  |      |
| Jerome Flynn         | Ripper Street               | Ripper Street                | Bennet Drake őrmester   | BBC One                |         | [ 5 ]  |      |
| Rory Kinnear         |                             | Southcliffe                  | David Whitehead         | Channel 4              |         | [ 5 ]  |      |
| Nico Mirallegro      |                             | The Village                  | Joe Middleton           | BBC One                |         | [ 5 ]  |      |
| 2015 61. gála        |                             |                              |                         |                        |         | [ 5 ]  |      |
|                      | Stephen Rea                 |                              | The Honourable Woman    | Sir Hugh Hayden-Hoyle  | BBC Two | [ 6 ]  |      |
| Adeel Akhtar         |                             | Utopia                       | Wilson Wilson           | Channel 4              |         | [ 6 ]  |      |
| James Norton         | Vidám vidék                 | Happy Valley                 | Tommy Lee Royce         | BBC One                |         | [ 6 ]  |      |
| Ken Stott            | Elveszettek                 | The Missing                  | Ian Garrett             | BBC One                |         | [ 6 ]  |      |
| 2016 62. gála        |                             |                              |                         |                        |         | [ 6 ]  |      |
|                      | Tom Courtenay               | Kihantolt bűnök              | Unforgotten             | Eric Slater            | ITV     | [ 7 ]  |      |
| Anton Lesser         | Farkasbőrben                | Wolf Hall                    | Morus Tamás             | BBC Two                |         | [ 7 ]  |      |
| Ian McKellen         | Az öltöztető                | The Dresser                  | Norman                  | Channel 4              |         | [ 7 ]  |      |
| Cyril Nri            |                             | Cucumber                     | Lance Sullivan          | BBC Two                |         | [ 7 ]  |      |
| 2017 63. gála        |                             |                              |                         |                        |         | [ 7 ]  |      |
|                      | Tom Hollander               | Éjszakai szolgálat           | The Night Manager       | Lance "Corky" Corkoran | BBC One | [ 8 ]  |      |
| Jared Harris         | A Korona                    | The Crown                    | VI. György király       | Netflix                |         | [ 8 ]  |      |
| John Lithgow         | A Korona                    | The Crown                    | Winston Churchill       | Netflix                |         | [ 8 ]  |      |
| Daniel Mays          | A becsület védelmében       | Line of Duty                 | Danny Waldron           | BBC Two                |         | [ 8 ]  |      |
| 2018 64. gála        |                             |                              |                         |                        |         | [ 8 ]  |      |
|                      | Brían F. O'Byrne            |                              | Little Boy Blue         | Steve Jones            | ITV     | [ 9 ]  |      |
| Adrian Dunbar        | A becsület védelmében       | Line of Duty                 | Ted Hastings            | BBC One                |         | [ 9 ]  |      |
| Anupam Kher          |                             | The Boy With The Topknot     | Sathnam apja            | BBC Two                |         | [ 9 ]  |      |
| Jimmi Simpson        | Fekete tükör: USS Callister | Black Mirror: USS Callister  | James "Wally" Walton    | Netflix                |         | [ 9 ]  |      |
| 2019 65. gála        |                             |                              |                         |                        |         | [ 9 ]  |      |
|                      | Ben Whishaw                 | Egy nagyon angolos botrány   | A Very English Scandal  | Norman Josiffe         | BBC One | [ 10 ] |      |
| Kim Bodnia           | Megszállottak viadala       | Killing Eve                  | Konstantin Vasiliev     | BBC One                |         | [ 10 ] |      |
| Stephen Graham       |                             | Save Me                      | Fabio "Melon" Melonzola | Sky Atlantic           |         | [ 10 ] |      |
| Alex Jennings        |                             | Unforgotten                  | Tim Finch               | ITV                    |         | [ 10 ] |      |

### 2020-as évek
| Év                   | Színész                      | Színész                             | Magyar cím                       | Eredeti cím        | Szerep             | Adó    | Ref. |
| -------------------- | ---------------------------- | ----------------------------------- | -------------------------------- | ------------------ | ------------------ | ------ | ---- |
| 2020 66. gála        |                              |                                     |                                  |                    |                    |        |      |
|                      | Will Sharpe                  | Kötelesség / Szégyen                | Giri/Haji                        | Rodney Yamaguchi   | BBC Two            | [ 11 ] |      |
| Joe Absolom          |                              | A Confession                        | Christopher Halliwell            | ITV                |                    | [ 11 ] |      |
| Josh O’Connor        | A Korona                     | The Crown                           | Károly walesi herceg             | Netflix            |                    | [ 11 ] |      |
| Stellan Skarsgård    | Csernobil                    | Chernobyl                           | Borisz Scserbina                 | HBO / Sky Atlantic |                    | [ 11 ] |      |
| 2021 67. gála        |                              |                                     |                                  |                    |                    | [ 11 ] |      |
|                      | Malachi Kirby                | Kis fejsze: Mangrove                | Small Axe: Mangrove              | Darcus Howe        | BBC One            | [ 12 ] |      |
| Rupert Everett       |                              | Adult Material                      | Carroll Quinn                    | Channel 4          |                    | [ 12 ] |      |
| Tobias Menzies       | A Korona                     | The Crown                           | Fülöp herceg                     | Netflix            |                    | [ 12 ] |      |
| Kunal Nayyar         | Criminal: Egyesült Királyság | Criminal: UK                        | Sandeep Singh                    | Netflix            |                    | [ 12 ] |      |
| Michael Sheen        | Kvíz                         | Quiz                                | Chris Tarrant                    | ITV                |                    | [ 12 ] |      |
| Micheal Ward         | Kis fejsze: Lovers Rock      | Small Axe: Lovers Rock              | Franklyn Cooper                  | BBC One            |                    | [ 12 ] |      |
| 2022 68. gála        |                              |                                     |                                  |                    |                    |        |      |
|                      | Matthew Macfadyen            | Utódlás                             | Succession                       | Tom Wambsgans      | HBO / Sky Atlantic | [ 13 ] |      |
| Nonso Anozie         | Sweet Tooth: Az agancsos fiú | Sweet Tooth                         | Tommy Jepperd                    | Netflix            |                    | [ 13 ] |      |
| David Carlyle        | Ez bűn                       | It's a Sin                          | Gregory "Gloria" Finch           | Channel 4          |                    | [ 13 ] |      |
| Omari Douglas        | Ez bűn                       | It's a Sin                          | Roscoe Babatunde                 | Channel 4          |                    | [ 13 ] |      |
| Callum Scott Howells | Ez bűn                       | It's a Sin                          | Colin "Gladys Pugh" Morris-Jones | Channel 4          |                    | [ 13 ] |      |
| Stephen Graham       | Letöltendő idő               | Time                                | Eric McNally                     | BBC One            |                    | [ 13 ] |      |
| 2023 69. gála        |                              |                                     |                                  |                    |                    |        |      |
|                      | Adeel Akhtar                 | Sherwood                            | Sherwood                         | Andy Fisher        | BBC One            | [ 14 ] |      |
| Samuel Bottomley     |                              | Somewhere Boy                       | Aaron                            | Channel 4          |                    | [ 14 ] |      |
| Salim Daw            | A Korona                     | The Crown                           | Mohamed Al-Fayed                 | Netflix            |                    | [ 14 ] |      |
| Josh Finan           | A rendfenntartó              | The Responder                       | Marco                            | BBC One            |                    | [ 14 ] |      |
| Jack Lowden          | Utolsó befutók               | Slow Horses                         | River Cartwright                 | Apple TV+          |                    | [ 14 ] |      |
| Will Sharpe          | A Fehér Lótusz               | The White Lotus                     | Ethan Spiller                    | Sky Atlantic       |                    | [ 14 ] |      |
| 2024 70. gála        |                              |                                     |                                  |                    |                    | [ 14 ] |      |
|                      |                              |                                     |                                  |                    |                    |        |      |
| Matthew Macfadyen    | Utódlás                      | Succession                          | Tom Wambsgans                    | HBO / Sky Atlantic | [ 15 ]             |        |      |
| Salim Daw            | A Korona                     | The Crown                           | Mohamed Al-Fayed                 | Netflix            | [ 15 ]             |        |      |
| Harris Dickinson     | Gyilkosság a világ végén     | A Murder at the End of the World    | William "Bill" Farrah            | Disney+            | [ 15 ]             |        |      |
| Éanna Hardwicke      |                              | The Sixth Commandment               | Ben Field                        | BBC One            | [ 15 ]             |        |      |
| Jack Lowden          | Utolsó befutók               | Slow Horses                         | River Cartwright                 | Apple TV+          | [ 15 ]             |        |      |
| Amit Shah            |                              | Happy Valley                        | Faisal Bhatti                    | BBC One            | [ 15 ]             |        |      |
| 2024 71. gála        |                              |                                     |                                  |                    | [ 15 ]             |        |      |
|                      |                              |                                     |                                  |                    |                    |        |      |
| Ariyon Bakare        |                              | Mr Loverman                         | Morris De La Roux                | BBC One            | [ 16 ]             |        |      |
| Damian Lewis         | Farkasbőrben                 | Wolf Hall: The Mirror and the Light | VIII. Henrik                     | BBC One            | [ 16 ]             |        |      |
| Christopher Chung    | Utolsó befutók               | Slow Horses                         | Roddy Ho                         | Apple TV+          | [ 16 ]             |        |      |
| Jonathan Pryce       | Utolsó befutók               | Slow Horses                         | David Cartwright                 | Apple TV+          | [ 16 ]             |        |      |
| McKinley Belcher III |                              | Eric                                | Michael Ledroit                  | Netflix            | [ 16 ]             |        |      |
| Sonny Walker         |                              | The Gathering                       | Adam                             | Channel 4          | [ 16 ]             |        |      |

## Fordítás
- Ez a szócikk részben vagy egészben  a   British Academy Television Award for Best Supporting Actor című angol Wikipédia-szócikk ezen változatának fordításán alapul.  Az eredeti cikk szerkesztőit annak laptörténete sorolja fel. Ez a jelzés csupán a megfogalmazás eredetét és a szerzői jogokat jelzi, nem szolgál a cikkben szereplő információk forrásmegjelöléseként.